# Jozef Horák
Jozef Horák, pseudonymy Ivan Mráz, Ján Adam, Ján Adamov, Jožo H. Tepliansky (30. ledna 1907, Banská Štiavnica-Štefultov – 11. června 1974, Prešov) byl slovenský spisovatel-prozaik, dramatik, básník, redaktor, literární teoretik, tvůrce čítanek a učebnic, autor literatury pro děti a mládež, kulturní a osvětový pracovník.

## Životopis
Narodil se v rodině horníka Jána Horáka a jeho manželky Kataríny jako jedno z jejich čtyř dětí. Otec mu zemřel v roku 1914 v 1. světové válce a o rodinu se potom starala pouze matka, která zemřela v roce 1923. Studoval na gymnáziu v Banské Štiavnici, později na učitelském ústavu. Působil lako učitel v Teplé, v letech 1946-1948 působil jako lidověvýchovný referent v Matici slovenské v Martině, kde se také stal redaktorem dětského časopisu Slniečko a redigoval edice Most a Kvety. Po odchodu z Matice slovenské působil od roku 1953 jako ředitel na škole ve
Svatém Antonu, později v Podsitnianské a v letech 1964-1967 v Banské Štiavnici. Zemřel 11. června 1974 v Prešově, pochován byl v Banské Štiavnici.

## Tvorba
Jeho beletristická díla čerpají z banskoštiavnického prostředí, odkud sám pocházel. Napsal téměř čtyři desítky knížek. Debutoval v roce 1927 básní Ecce! v regionálním periodiku Hlasy spod Sitna, sbírkou pověstí Sitniansky vartár. 1856

## Ocenění
- 1954 – Státní cena Klementa Gottwalda (za román Šachty)

## Dílo

### Próza pro dospělé
- 1940 – Biele ruky, novela
- 1942 – Legendy, povídky
- 1942 – Zlaté mesto, historický román
- 1943 – Táliky, román
- 1946 – Zahmlený návrat, novela
- 1947 – Hory mlčia, povstalecký román
- 1950 – Vysoká pec, sbírka novel a povídek
- 1953 – Šachty, román
- 1954 – Na baňu klopajú, sbírka novel a povídek
- 1962 – Lukavická škola
- 1964 – Prípad na bani Joachim
- 1968 – Smrť kráča k zlatému mestu, historický román (volné pokračování románu Zlaté mesto)
- 1974 – Volanie lesa, životopisný román, který vyšel pro dospělé až posmrtně (Jozef Dekret-Matejovie)

### Próza pro děti a mládež
- 1937 – Sitniansky vatrár, sbírka pověstí
- 1939 – Zvonárik od svätého Ilju, sbírka pověstí
- 1940 – Sitnianska biela skala, sbírka pověstí
- 1941 – Víchrica, román
- 1942 – Oceľový tátoš, vlastenecké dílo
- 1944 – Na perutiach vtáka Ohniváka, vlastenecké dílo
- 1945 – Hudcov vrch, sbírka pověstí
- 1946 – Mašinový doktor, pohádka
- 1947 – Sebechlebskí hudci, historický román
- 1948 – Zlatá jaskyňa, pohádka
- 1948 – Tri citróny, pohádka
- 1949 – Pikulík, pohádka
- 1950 – Sto kociek cukru, krátké prózy
- 1952 – Pionierske srdce, román
- 1953 – A kto je viac, zbierka povídek a novel
- 1956 – Horou pieseň šumí, životopisný román (Jozef Dekret-Matejovie)
- 1959 – Kremnický zlatý človek, kniha pověstí
- 1960 – Červená šatka, biely mak
- 1962 – Strieborné hlbiny, životopisný román (Matej Kornel Hell a Jozef Karol Hell)
- 1964 – Ako kukučky chotár merali, pověsti
- 1968 – Veľké dobrodružstvá malej kolobežky, pohádka
- 1972 – Leteli sokoli nad Javorinou, historický román
- 1973 – Sedemtónový Tóno a žuvačková princezná, pohádka
- 1976 – Biela pionierka

### Dramata a scénáře
- 1962 – Lendacký zvon, rozhlasová hra
- 1971 – Súľovský sokoliar, divadelní hra
- Hviezdy nad šachtami, filmový scénář

### Výběry
- 1965 – Povesti spod Sitna
- 1965 a 1969 – Povesti
- 1966 – Biele ruky
- 1972 – Šašovský hradný pán
- 1973 – Návraty

### Ostatní díla
- 1956 – Literatúra pre deti a mládež, dôležitý prostriedok socialistickej výchovy nových pokolení, teoretická studie
- 1956 a 1963 – Čítanka pre 5. ročník
- 1957 – Obrázky z našich dejín

### Zfilmovaná díla
- 1975 – Sebechlebskí hudci (podle díla Sebechlebskí hudci)
- 1980 – Barbara Rösslová (podle díla Zlaté mesto)